# Sieg über die Sonne (Band)
Sieg über die Sonne ist ein (Elektro-Pop)-Projekt im Bereich der elektronischen Tanzmusik, das 1989 gegründet wurde.
Das Projekt besteht aus den beiden Produzenten Tobias Freund (auch als Pink Elln bekannt) und Martin Schopf (auch als Dandy Jack bekannt). Sie waren bereits in vielen europäischen Clubs und auf international besetzten Festivals wie zum Beispiel La Villette, Rex Club, Batofar (Paris), Fabric (London) und Vision (Schweiz) vertreten. Sieg über die Sonne haben auch für Künstler wie Sun Electric, Dr. Motte, Sensorama, Plaid, Ricardo Villalobos, Tobi Neumann, 2raumwohnung, Mambotur und Jardin Secreto Remixe angefertigt.

## Diskographie
Pink Elln war an einem Musikprojekt mit Victor Sol (Vo Ese) beteiligt. Dandy Jack war bereits an verschiedenen Musikprojekten beteiligt, wie zum Beispiel mit Atom Heart (Gon), oder mit Ricardo Villalobos (Ric Y Martin). Außerdem war er als Sounddesigner bei Produktionen von Marceli Antunez beteiligt. Das Musikmagazin Intro bezeichnete das gleichnamige Album Sieg Über Die Sonne (1994) als eine Platte Eine Platte voller Kunst. 2001 erschien das Album mit dem Namen (-) x (-) = (+). Der Track You'll Never Come Back, der 2002 erschien, wurde von Künstlern wie Tobi Neumann, Plaid und Ricardo Villalobos geremixt. 2004 erschien das eher songorientierte Album +1, wo auch der Sänger Jorge González (aus Chile) in Erscheinung tritt.